# グレッグ・サルキン
グレッグ・サルキン（Gregg Sulkin、1992年5月29日 - ）は、イギリスの俳優。
ディズニー・チャンネルのドラマ、『ウェイバリー通りのウィザードたち』のメイスン・グレイベック役で知られる。
身長177cm。

## 来歴
サルキンはロンドンに生まれる。彼はユダヤ教徒であり、イスラエルの嘆きの壁でバル・ミツワーを行った。
2002年のドクトル・ジバゴで俳優デビュー。その後、コメディ映画『"Sixty Six"』などに様々な映画に出演する。その後、ディズニー・チャンネルのドラマ『ウェイバリー通りのウィザードたち』にてシーズン3からシーズン4にかけてセレーナ・ゴメス演じるアレックスの彼氏・メイスン・グレイベック役として出演した。

## 私生活
グラント・サルキンが兄。
無類の動物好きであることで有名。
2015年から2016年の約一年間、同じディズニー・チャンネル出身の女優ベラ・ソーンと交際していた。
俳優シルヴェスター・スタローンの娘で、モデルとして活躍中のシスティーン・スタローンや、リリー・コリンズとのデートも報道された。
2018年から女優・モデルのミッチェル・ランドルフと交際中。

## 出演作品
| 映画      | 映画                                                                               | 映画                           | 映画                                                  |
| 公開年    | 邦題 原題                                                                          | 役名                           | 備考                                                  |
| --------- | ---------------------------------------------------------------------------------- | ------------------------------ | ----------------------------------------------------- |
| 2006      | くたばれ！イングランド Sixty Six                                                   | バーニー・ルーベンス           |                                                       |
| 2009      | The Heavy                                                                          |                                |                                                       |
| 2012      | White Frog                                                                         | ランディ・ゴールドマン         | Post Production                                       |
| TV映画    |                                                                                    |                                |                                                       |
| 放送年    | 邦題 原題                                                                          | 役名                           | 備考                                                  |
| 2002      | ドクトル・ジバゴ Doctor Zhivago                                                    | セリョージャ                   |                                                       |
| 2006      | Man on the Moon                                                                    | マイケル・アルドリン           |                                                       |
| 2010      | アヴァロン 千年の恋 Avalon High                                                    | ウィル・ワグナー               |                                                       |
| 2011      | Camilla Dickinson                                                                  | フランク・ロワン               |                                                       |
| 2018      | ステータス・アップデート Status Update                                             | デレク                         |                                                       |
| TV        |                                                                                    |                                |                                                       |
| 放送年    | 邦題 原題                                                                          | 役名                           | 備考                                                  |
| 2006      | Pass the Plate                                                                     | 本人                           |                                                       |
| 2007–2008 | As the Bell Rings                                                                  | JJ                             |                                                       |
| 2010–2012 | ウェイバリー通りのウィザードたち Wizards of Waverly Place                          | メイスン・グレイベック         |                                                       |
| 2012      | メル&ジョー 好きなのはあなたでしょ? Melissa & Joey                                 | ハスケル・デイビス             |                                                       |
| 2012-2017 | プリティ・リトル・ライアーズ Pretty Little Liars                                   | ウェズリー・フィッツジェラルド |                                                       |
| 2013      | 帰ってきたウィザードたち アレックスvs アレックス The Wizards Return: Alex vs. Alex | メイスン・グレイベック         |                                                       |
| 2013      | Delirium                                                                           | Julian Fineman                 | "Pilot"; Pre-production                               |
| 2014      | フェイキング･イット 噂のカップル！？ Faking It                                     | リアム・ブッカー               | シーズン1                                             |
| 2017-2019 | ランナウェイズ Marvel's Runaways                                                   | チェイス・ステイン             | Hulu                                                  |
| TVゲスト  |                                                                                    |                                |                                                       |
| 放送年    | 邦題 原題                                                                          | 役名                           | 備考                                                  |
| 2009      | サラ・ジェーン・アドベンチャー The Sarah Jane Adventures                           | アダム                         | 2 episodes                                            |
| 2011      | R.L. Stine's The Haunting Hour                                                     | マット                         | 1 episode - Season 1 Episode 20 "The Perfect Brother" |
| 2011      | Get the Look                                                                       | 本人                           |                                                       |